# Belisario

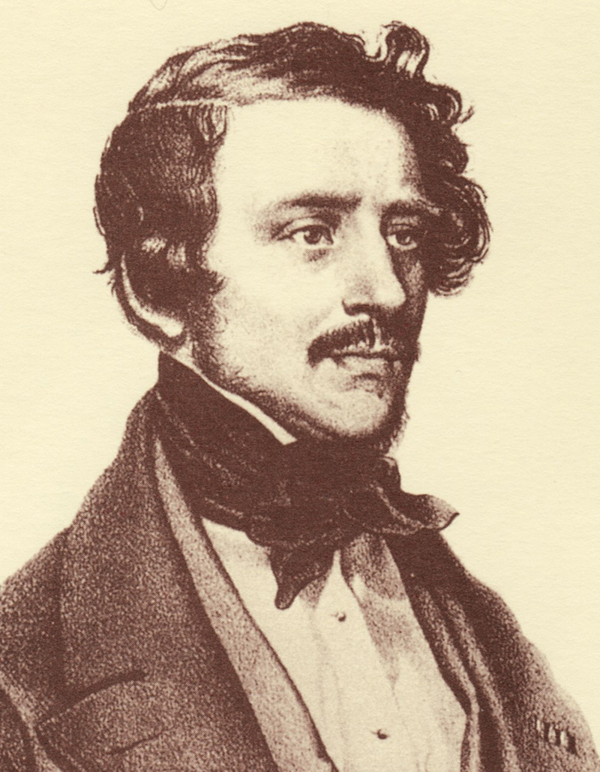
Gaetano Donizetti.

Belsario är en italiensk opera i tre akter med musik av Gaetano Donizetti och libretto av Salvatore Cammarano efter romanen Bélisaire av Jean-François Marmontel (1776). Belisarius var en bysantinsk general som levde på 500-talet.

## Historia
Belsario var den första av tre operor som Donizetti skrev för Teatro La Fenice i Venedig sedan han studerat i Frankrike en tid. Det är en av få Donizettioperor utan kärleken som bärande motiv. Efter fransk förebild försökte han lägga större tonvikt på det teatermässiga men operan gjorde ingen större succé vid premiären den 4 februari 1836. Svensk premiär den 30 mars 1862 på Stora Teatern i Göteborg.

## Personer
- Belisario, General (baryton)
- Antonina, hans hustru (sopran)
- Irene, deras dotter (mezzosopran)
- Giustiniano (Justinianus I), Kejsare av Bysans (bas)
- Alamiro, Belisarios fånge (tenor)
- Eudora (sopran)
- Eutropio, chef för det kejserliga gardet (tenor)
- Eusebio, fångvaktare (bas)
- Ottario (bas)
- Senatorer, veteraner, herdar, väktare, fångar (kör)

## Handling
Den romerske generalen Belsario återvänder till Bysans med sin segerrika armé och ber kejsare Giustiniano att frige alla fångar. Bland dessa finns Alamiro som känner stor tacksamhet emot Belsario. Av sin hustru Antonia anklagas Belsario orättfärdigt för att ha försökt döda deras son. Han döms till att få ögonen utstuckna och vandrar omkring fredlös, hjälpt av sin dotter Irene. Alamiro svär att hämnas honom. I ett öde landskap träffar Belsario och Irene på Alamiro som har allierat sig med en armé av lokala krigare för att kriga mot Bysans. Belsario anklagar Alamiro för förräderi men Irene känner igen sin bror som alla trodde var död. Alamiro bryter med krigarna och förenar sig med Belsario för Bysans försvar. I den kommande striden såras Belsario dödligt. När Antonia förstår att hon anklagat sin man på felaktiga grunder ber hon honom om förlåtelse men Belsario är redan död. Antonia dör också. Kejsaren lovar ta hand om Irene och Alamiro.